# Tennis (revista)
Tennis é uma revista estadunidense que fala sobre o desporto ténis. Publicada mensalmente, é considerada a maior publicação de ténis do mundo.

## "Os 40 Melhores Tenistas da Era Aberta" (2005)
No ano de 2005, para comemorar os seus 40 anos, a revista publicou um ranking, elaborado por seus editores, em que constavam os 40 melhores tenistas, masculinos e/ou femininos, da era aberta (ou era moderna).
1. Pete Sampras
2. Martina Navratilova
3. Steffi Graf
4. Chris Evert
5. Björn Borg
6. Margaret Court
7. Jimmy Connors
8. Rod Laver
9. Billie Jean King
10. Ivan Lendl
11. John McEnroe
12. Andre Agassi
13. Monica Seles
14. Stefan Edberg
15. Mats Wilander
16. John Newcombe
17. Serena Williams
18. Boris Becker
19. Roger Federer
20. Ken Rosewall
21. Roy Emerson
22. Martina Hingis
23. Evonne Goolagong Cawley
24. Guillermo Vilas
25. Venus Williams
26. Jim Courier
27. Arantxa Sánchez Vicario
28. Ilie Năstase
29. Lindsay Davenport
30. Arthur Ashe
31. Justine Henin
32. Tracy Austin
33. Hana Mandlíková
34. Lleyton Hewitt
35. Stan Smith
36. Jennifer Capriati
37. Gustavo Kuerten
38. Virginia Wade
39. Patrick Rafter
40. Gabriela Sabatini